# Łupstych (powiat olsztyński)
Łupstych (niem. Abstich, prus. Abistiks) – wieś w Polsce, położona w województwie warmińsko-mazurskim, w powiecie olsztyńskim, w gminie Gietrzwałd.
W latach 1975–1998 miejscowość administracyjnie należała do województwa olsztyńskiego. Wieś znajduje się w historycznym regionie Warmia.

## Historia
- 1380 – data powstania wsi, wtedy o nazwie Abestichen, podana w trzecim tomie kodeksu Warmińskiego ze 102 miejscem obsady na mapie.
- 1518 26 marca – sołtys wsi Naglady, Stenzel (albo Stenczel), przejął na zwyczajowych warunkach trzy włóki w Łupstychu od Mertena (Marcina), który sam przeprowadził się do Gutkowa, zrzekając się swojego urzędu sołtysa w Łupstychu. Stenzel zobowiązął się w ciągu roku znaleźć nową osobę na to stanowisko[4].

Nazwa miejscowości pochodzi od Prusa imieniem Abstike. Brzmienie nazwy zmieniało się w miarę upływu czasu. Nazwa Abstich istnieje od XVIII wieku, natomiast polska nazwa Łupstych (potocznie Łupsztych) – od 1945 roku. W spisie grodzisk pruskich z okolic Olsztyna Łupstych nazwano okopem, Starym Szańcem.

## Demografia
- 1852 – 210 mieszkańców[6]
- 1885 – 435 mieszkańców[7]
- 1905 – 445 mieszkańców[8]
- 1910 1 grudnia – 451 mieszkańców[9]
- 1933 – 441 mieszkańców[7]
- 1939 17 maja – 481 mieszkańców[10]